# 晋江县城隍庙
晋江县城隍庙，俗称小城隍庙，位于中国福建省泉州市鲤城区开元街道新春社区小城隍庙巷2号泉州六中内。
晋江县设城隍庙，始于唐代，以韩琦为县城隍神。与之相对的大城隍庙系泉州府城隍庙，以韩琦之父韩国华为府城隍神。即今北门新村小学现址。1928年，晋江县城隍庙改为私立泉州中学校（泉州六中前身）校舍。晋江县城隍庙建筑保存完好。1983年1月，晋江县城隍庙公布为第二批泉州市文物保护单位。